# Merwedebrug (Beneden-Merwede)
De Merwedebrug, ook wel Papendrechtsebrug genoemd, is een stalen boogbrug in Nederland, gelegen in de N3 tussen Papendrecht en Dordrecht. De brug overspant de Beneden-Merwede en heeft een totale lengte van 1.032 meter, met een hoofdoverspanning van 203 meter.

## Kenmerken
De brug bestaat uit een stalen boogbrug met een aansluitende Basculebrug aan de noordzijde. De doorvaarthoogte is circa 11,16 meter, berekend ten opzichte van de maatgevende hoge waterstand (MHWS). De totale overspanning is groter dan de rivierbreedte doordat de brug ook de 1e Merwedehaven van Dordrecht overspant.
De Merwedebrug telt 2x2 rijstroken en heeft aan de oostzijde een fietspad voor langzaam verkeer. Ten noorden van de brug ligt de aansluiting Papendrecht, en ten zuiden de aansluiting Dordrecht-Centrum. De omgeving is vooral industrieel en havengerelateerd.
De brug is de enige vaste oeververbinding over de Beneden-Merwede in deze regio en dient als omleidingsroute voor vervoer van gevaarlijke stoffen die niet door de Drechttunnel mogen. Het wegvak tussen de brug en de A15 heeft geen autowegstatus om landbouwverkeer toe te laten.

## Geschiedenis
De Merwedebrug werd gebouwd om de groei van Dordrecht op te vangen en was de eerste wegbrug over de Beneden-Merwede. De brug, ontworpen door dezelfde ingenieur als de eerste Van Brienenoordbrug, is in 1967 geopend. De stalen boog is gefabriceerd door Penn en Bauduin in Dordrecht en werd op de oever gebouwd en ingevaren.
Oorspronkelijk sloot de brug alleen aan op lokale wegen; pas eind jaren 1980 en begin jaren 1990 werd de N3 doorgetrokken tot de A16. Het fietspad werd pas rond 1977 aangelegd, aanvankelijk niet geschikt voor zwaar verkeer.
In 1996 werd de brug geconserveerd en in de jaren daarna zijn meerdere inspecties uitgevoerd waarbij corrosie en vermoeidheidsschade aan het rijdek zijn geconstateerd.

## Renovatie vanaf 2026
In 2025 is de opdracht gegund aan Combinatie Mobilis en Croonwolter&dros voor renovatie van het beweegbare deel van de brug. De renovatie omvat vervanging van de brugklep, aandrijf- en bewegingswerk, technische systemen en het verwijderen van het bedienhuis. Betonwerk in de brugkelder wordt vernieuwd en pijlers worden versterkt.
De werkzaamheden starten in 2026 en duren ruim een jaar. Gedurende deze periode is de brug deels afgesloten voor verkeer en gestremd voor hoge scheepvaart. De renovatie kost circa €86,7 miljoen en maakt deel uit van een groter onderhoudsprogramma voor infrastructuur in de Drechtsteden.

## Verkeersintensiteiten
Het dagelijkse verkeer op de Merwedebrug steeg van 61.400 voertuigen in 2006 naar 76.200 in 2023, waarmee het een van de drukste niet-snelwegbruggen van Nederland is.
- Foto's van het transport van de brug in 1967 van Dordrecht via Rotterdam naar Papendrecht